# Rödögranit
Rödögranit är en granit av rapakivityp, som förekomner på Rödön i Klingerfjärden utanför Alnön i Sundsvalls kommun. Förekomsten är den västra utposten av Bottniska batoliten, som nästan helt och hållet ligger i Bottniska bassängen under havsytan i Bottenviken, mellan Ångermanland och Österbotten. Den är omkring 1.500 miljoner år gammal.
Rödögraniten består av en liten cirkulär, så kallad anorogen intrusion. med en yta på 20 km2. Merparten ligger under havsýtan, men den går i dagen på Rödön, där den upptar huvuddelen av öns yta. 
Rödöintrusionen är enligt finsk rapakiviterminologi en viborgit. Rödögraniten tillhör de så kallade anorogena intrusionerna. Rödöintrusionen framträder tydligt på den magnetiska anomalikartan (fig. 1) som en rund högmagnetisk anomali som är ca 7 km i diameter. Av anomalimönstret framgår att den består av flera intrusionsfaser. Större delen av intrusionen ligger under vatten men den går i dagen på Rödön och uppvisar där förhöjda kalium- och toriumhalter (fig. 2).
I Rödögraniten och dess omgivningar finns gångar finns av granitporfyr (sundsvallsporfyr, eller rödöporfyr). Gångarna är några meter breda och rödgrå til röda. till röda). De bildar i en del fall skivformade gångintrusioner, men kan vara oregelbundet formade.